# Oxira pacifica
Oxira pacifica là một loài bướm đêm trong họ Noctuidae.